# HRガバナンス・リーダーズ
HRガバナンス・リーダーズ株式会社は、企業のサステナビリティ（持続可能性）経営を実現するため、ヒト・組織・文化を中心としたHRガバナンスに関するコンサルティングを専門に行う会社。通称はHRGL。

## 概要
コンサルティング業務は、サステナビリティ、戦略・リスク・監査、指名・人財、報酬の4つのガバナンス領域を中心に、クライアント企業のコーポレートセクレタリー機能を担い、取締役会改革を通じたサステナビリティ経営を支援するものとなっており、大企業病に陥り、変化に対応できない顧客企業に対し、中立的な立場からコーポレートガバナンス（企業統治）改革の指南を行っている。
HRGLではコンサルタントが顧客企業の関連する委員会に参画し、議論の質の向上や具体的な方針策定などを顧客企業と一緒に進めるスタイルで、経営陣のパートナーとして数年～10年かけて企業統治改革を推進する。

## 沿革
- 2020年4月 - 会社設立（三菱UFJ信託銀行が手掛けていたコンサル事業が独立）
- 2020年10月 - 業務を開始
- 2020年11月 - 代表取締役の内ヶ﨑茂が日経ESG/SDGs会議にて講演を行う[4]

## サービス内容
サステナビリティ領域
取締役会の長期的なサステナビリティに関するガバナンス機能を強化するために、サステナビリティ委員会等に参画し、議論の質の向上、ポリシーの策定、SDGs活動の強化、投資家エンゲージメントの強化、ESG評価の向上等の支援
戦略・リスク・監査領域
取締役会の長期的な経営戦略とリスク・監査に関するガバナンス機能を強化するために、戦略・リスク・監査委員会等に参画し、議論の質の向上、ポリシーの策定、MD&A等戦略・リスクの開示、グループガバナンスの強化、監査の信頼性向上等の支援
指名・人財領域
取締役会の長期的な人財投資戦略に関するガバナンス機能を強化するために、指名・人財開発委員会等に参画し、議論の質の向上、ポリシーの策定、CEOサクセッションプランの策定・実行、リーダーシップの開発、人事・組織の変革等の支援
報酬領域
取締役会の経営者報酬に関するガバナンス機能を強化するために、報酬委員会等に参画し、議論の質の向上、ポリシーの策定、競争力のある報酬プラクティス策定、インセンティブ報酬（KPI等）の設計、グローバル株式報酬の導入等の支援